# Olympische Sommerspiele 1988/Rudern – Achter (Männer)
Der Ruderwettbewerb im Achter der Männer bei den Olympischen Spielen 1988 in Seoul wurde vom 20. bis zum 25. September 1988 auf der Misari Regatta Strecke in Hanam ausgetragen. 90 Athleten in 10 Booten traten an.
Der Wettbewerb, der über die olympische Ruderdistanz von 2000 Metern ausgetragen wurde, begann mit zwei Vorläufen mit jeweils fünf Mannschaften. Die jeweils erstplatzierten Boote der Vorläufe qualifizierten sich für das A-Finale, während die verbliebenen acht Boote in den Hoffnungslauf gingen. Im Hoffnungslauf qualifizierten sich die erst- und zweitplatzierten Boote ebenfalls für das A-Finale, während die dritt- und viertplatzierten Boote in das B-Finale zur Ermittlung der Plätze 7 bis 10 gingen.
Im A-Finale am 25. September 1988 kämpften die besten sechs Boote um olympische Medaillen.
Die jeweils qualifizierten Ruderer sind hellgrün unterlegt.
Im Achter der Männer war das Feld in den letzten Jahren sehr durchmischt. Der Olympiasieger aus Kanada konnte bei den letzten drei Weltmeisterschaften keine Medaille gewinnen. Die erfolgreichste Nation der letzten Jahre waren die Vereinigten Staaten, die Olympiasilbermedaillengewinner konnten nach zwei Bronzemedaillen im letzten Jahr Weltmeister 1987 werden. Die Silbermedaille ging an die DDR, die in den letzten Jahren keine Medaillen gewonnen hatten. Die Bronzemedaille konnte Italien gewinnen, das 1985 schon die Silbermedaille gewonnen hatte. Weltmeister wurde 1985 die Sowjetunion, die 1986 noch eine Silbermedaille gewann. Australien, die Bronzemedaillengewinner der Olympischen Spiele 1984 konnten 1986 den Weltmeistertitel gewinnen.
Während sich im ersten Vorlauf die Sowjetunion durchsetzen konnte, gewann im zweiten Vorlauf überraschend das Boot aus der Bundesrepublik Deutschland vor den Booten aus Australien und den Vereinigten Staaten. Beide konnten sich dann im Hoffnungslauf für das Finale qualifizieren, ebenso wie Kanada und Großbritannien. Alle vier Boote kamen dabei innerhalb von zwei Sekunden ins Ziel. Im Finale setzte sich das Boot aus den Vereinigten Staaten an die Spitze, während dahinter die Sowjetunion und die Bundesrepublik Deutschland um den zweiten Platz kämpften. Allerdings waren nach 1000 Metern alle drei Boote immer noch innerhalb von einer Sekunde. Auf den dritten 500 Metern war die Bundesrepublik Deutschland dann das schnellste Boot und übernahm die Führung in dem Rennen. Diese konnten sie bis ins Ziel halten und so die Goldmedaille gewinnen. Die Sowjetunion legte auf den letzten 500 Metern noch einmal deutlich zu und überholte das Boot aus den Vereinigten Staaten. Mit dem hauchdünnen Vorsprung von 25/100 Sekunden gewann die Sowjetunion die Silbermedaille, während die Vereinigten Staaten am Ende die Bronzemedaille gewannen.

## Titelträger
| Olympiasieger | Kanada             | Los Angeles 1984 |
| Weltmeister   | Vereinigte Staaten | Kopenhagen 1987  |

## Vorläufe
Dienstag, 20. September 1988
- Qualifikationsnormen: Platz 1 -> Finale A, ab Platz 2 -> Hoffnungslauf

### Vorlauf 1
| Platz | Nation         | Athleten                                                                                         | Zeit (min) | Qualifikation |
| ----- | -------------- | ------------------------------------------------------------------------------------------------ | ---------- | ------------- |
| 1     | Sowjetunion    | Omeljanowytsch, Tichonow, Wassiljew, Hurkowskyj, Komarow, But, Diduk, Dumtschew, Lukjanow (Stm.) | 5:34,95    | Finale A      |
| 2     | Kanada         | Crosby, Dorland, Main, Neufeld, Schaffer, Steele, Telfer, Wallace, McMahon (Stm.)                | 5:36,81    | Hoffnungslauf |
| 3     | Großbritannien | Beaumont, Burfitt, Dillon, Hassan, Obholzer, Stanhope, Stewart, Turner, Jefferies (Stm.)         | 5:38,18    | Hoffnungslauf |
| 4     | Italien        | Baldacci, Bulgarelli, Carletto, Di Palo, Gaeta, Suarez, Venier, Zucchi, Lucchetta (Stm.)         | 5:43,11    | Hoffnungslauf |
| 5     | Südkorea       | Gwang-seon, Jin-sik, Seong-in, Jae-man, Bu-yeong, Gwang-su, Gap-sik, Hong-geun, In-gyo (Stm.)    | 6:15,40    | Hoffnungslauf |

### Vorlauf 2
| Platz | Nation             | Athleten                                                                                    | Zeit (min) | Qualifikation |
| ----- | ------------------ | ------------------------------------------------------------------------------------------- | ---------- | ------------- |
| 1     | BR Deutschland     | Möllenkamp, Mellinghaus, Eichholz, Schultz, Wessling, Maennig, Rabe, Domian, Klein (Stm.)   | 5:32,36    | Finale A      |
| 2     | Australien         | Cooper, Doyle, Evans, Galloway, McKay, McLachlan, Popa, Tomkins, Caterson (Stm.)            | 5:33,94    | Hoffnungslauf |
| 3     | Vereinigte Staaten | Teti, Smith, Patton, Rusher, Nordell, McLaughlin, Burden, Pescatore, Bauer (Stm.)           | 5:39,26    | Hoffnungslauf |
| 4     | Bulgarien          | Alexiew, Bondew, Djulgerow, Gelow, Kamburski, Stanew, Tontschew, Slatanow, Kantschew (Stm.) | 5:48,25    | Hoffnungslauf |
| 5     | Japan              | Abe, Chihara, Hirata, Kawamoto, Maeguchi, Nomura, Okano, Tsukinoki, Ishikawa (Stm.)         | 5:57,11    | Hoffnungslauf |

## Hoffnungsläufe
Mittwoch, 21. September 1988
- Qualifikationsnormen: Platz 1-2 -> Finale A, ab Platz 3 -> Finale B

### Hoffnungslauf 1
| Platz | Nation             | Athleten                                                                                 | Zeit (min) | Qualifikation |
| ----- | ------------------ | ---------------------------------------------------------------------------------------- | ---------- | ------------- |
| 1     | Vereinigte Staaten | Teti, Smith, Patton, Rusher, Nordell, McLaughlin, Burden, Pescatore, Bauer (Stm.)        | 5:35,63    | Finale A      |
| 2     | Kanada             | Crosby, Dorland, Main, Neufeld, Schaffer, Steele, Telfer, Wallace, McMahon (Stm.)        | 5:37,06    | Finale A      |
| 3     | Italien            | Baldacci, Bulgarelli, Carletto, Di Palo, Gaeta, Suarez, Venier, Zucchi, Lucchetta (Stm.) | 5:39,86    | Finale B      |
| 4     | Japan              | Abe, Chihara, Hirata, Kawamoto, Maeguchi, Nomura, Okano, Tsukinoki, Ishikawa (Stm.)      | 5:54,16    | Finale B      |

### Hoffnungslauf 2
| Platz | Nation         | Athleten                                                                                      | Zeit (min) | Qualifikation |
| ----- | -------------- | --------------------------------------------------------------------------------------------- | ---------- | ------------- |
| 1     | Großbritannien | Beaumont, Burfitt, Dillon, Hassan, Obholzer, Stanhope, Stewart, Turner, Jefferies (Stm.)      | 5:35,15    | Finale A      |
| 2     | Australien     | Cooper, Doyle, Evans, Galloway, McKay, McLachlan, Popa, Tomkins, Caterson (Stm.)              | 5:37,75    | Finale A      |
| 3     | Bulgarien      | Alexiew, Bondew, Djulgerow, Gelow, Kamburski, Stanew, Tontschew, Slatanow, Kantschew (Stm.)   | 5:40,93    | Finale B      |
| 4     | Südkorea       | Gwang-seon, Jin-sik, Seong-in, Jae-man, Bu-yeong, Gwang-su, Gap-sik, Hong-geun, In-gyo (Stm.) | 6:17,81    | Finale B      |

## Finale

### A-Finale
Sonntag, 25. September 1988, 3:16 Uhr MESZ

Anmerkung: zur Ermittlung der Plätze 1 bis 6
| Platz | Nation             | Athleten                                                                                         | Zeit (min) |
| ----- | ------------------ | ------------------------------------------------------------------------------------------------ | ---------- |
| 1     | BR Deutschland     | Möllenkamp, Mellinghaus, Eichholz, Schultz, Wessling, Maennig, Rabe, Domian, Klein (Stm.)        | 5:46,05    |
| 2     | Sowjetunion        | Omeljanowytsch, Tichonow, Wassiljew, Hurkowskyj, Komarow, But, Diduk, Dumtschew, Lukjanow (Stm.) | 5:48,01    |
| 3     | Vereinigte Staaten | Teti, Smith, Patton, Rusher, Nordell, McLaughlin, Burden, Pescatore, Bauer (Stm.)                | 5:48,26    |
| 4     | Großbritannien     | Beaumont, Burfitt, Dillon, Hassan, Obholzer, Stanhope, Stewart, Turner, Jefferies (Stm.)         | 5:51,59    |
| 5     | Australien         | Cooper, Doyle, Evans, Galloway, McKay, McLachlan, Popa, Tomkins, Caterson (Stm.)                 | 5:53,73    |
| 6     | Kanada             | Crosby, Dorland, Main, Neufeld, Schaffer, Steele, Telfer, Wallace, McMahon (Stm.)                | 5:54,26    |

### B-Finale
Freitag, 23. September 1988, 2:46 Uhr MESZ

Anmerkung: zur Ermittlung der Plätze 7 bis 10
| Platz | Nation    | Athleten                                                                                      | Zeit (min) |
| ----- | --------- | --------------------------------------------------------------------------------------------- | ---------- |
| 7     | Italien   | Baldacci, Bulgarelli, Carletto, Di Palo, Gaeta, Suarez, Venier, Zucchi, Lucchetta (Stm.)      | 5:41,15    |
| 8     | Bulgarien | Alexiew, Bondew, Djulgerow, Gelow, Kamburski, Stanew, Tontschew, Slatanow, Kantschew (Stm.)   | 5:49,99    |
| 9     | Japan     | Abe, Chihara, Hirata, Kawamoto, Maeguchi, Nomura, Okano, Tsukinoki, Ishikawa (Stm.)           | 5:55,52    |
| 10    | Südkorea  | Gwang-seon, Jin-sik, Seong-in, Jae-man, Bu-yeong, Gwang-su, Gap-sik, Hong-geun, In-gyo (Stm.) | 6:16,73    |